# Luis Martínez Delgado
Luis Martínez Delgado (Bogotá, 1894-Bogotá, 1973) fue un abogado internacionalista, escritor e historiador colombiano.
Su extensa y prolífica obra se caracterizó por su gran contenido histórico, destacando entre sus obras Historia Extensa de Colombia, Hacia Berruecos. El general José María Obando y otros textos sobre el homicidio del expresidente Obando, y tratados sobre Francisco de Paula Santander, Antonio Nariño, la pérdida de Panamá por parte de Colombia, y biografías de su propia familia. Muchos de sus libros fueron ilustrados por su hermano el Maestro Santiago Martínez Delgado.

## Obras
- Panamericanismo. (1917)
- El arbitraje en derecho internacional. (1918)
- El mensaje presidencial. (1918)
- Una nueva nacionalidad en Centroamérica y los derechos en Colombia. (1918)
- Chantillí : crónicas de París. (1922)
- A propósito del Dr. Carlos Martínez Silva : capítulos de historia política de Colombia. (1926)
- Geografía de Colombia. (1926)
- Carta abierta sobre la independencia de Panamá. (1928)
- La cuestión de Panamá. (1934)
- Apuntes documentales sobre el asesinato de Sucre. (1939)
- Apuntes histórico-biográficos. (1940)
- Adopción del Coronel José María Obando. (1945)
- Hacia Berruecos. El general José María Obando. (1946)
- Los mártires de Cartagena. (1947)
- Historia del Monasterio de Carmelitas Descalzas de San José de Bogotá : y noticias breves de las Hijas del Carmelo en Bogotá (con Germán María del Perpetuo Socorro). (1947)
- El crimen de Barruecos. (1949)
- Quién fue la María que inspiró a Jorge Isaacs ?. (1950)
- Apuntes sobre la autenticidad de los restos de Colón. (1951)
- La reforma protestante ; la compañía de Jesús ; la esclavitud. (1951)
- San Pedro Claver. (1951)
- Apuntes sobre Don Jorge Holguín. (1953)
- Los conquistadores españoles en el siglo XVI. (1954)
- Mi Simón Bolívar. (1954)
- Noticia biográfica del prócer Don Joaquín Camacho : documentos. (1954)
- Objetos históricos y piezas de arte adquiridos por la Universidad del Cauca. (1954)
- La recoleta de San Diego. (1954)
- Cartas y Mensajes de Santander. (1955)
- Glosas a la traducción de los Viajes del coronel J.P. Hamilton. (1955)
- Comentarios sobre la administración del Doctor Manuel María Mallarino. (1955)
- Sangre e inmortalidad. (1955)
- El arzobispo Manuel José Mosquera. (1956)
- Atanasio Girardot. (1956)
- El general José María Córdoba. (1956)
- La administración Reyes y el progreso nacional. (1957)
- 1894- Homenaje a Santander. (1958)
- 1894- Monseñor Rafael María Carrasquilla. (1958)
- Rafael Pombo. (1958)
- Historia de un cambio de gobierno : estudio crítico-histórico de la caída del gobierno del doctor Manuel Antonio Sanclemente. (1958)
- Carta de Justo Veraz sobre lo que debe la libertad de Colombia al general de división Antonio Nariño. (1958)
- Algunos antecedentes históricos de una sabia política nacional. (1959)
- Popayán : ciudad prócera. (1959)
- El movimiento revolucionario 20 de julio de 1810 : la llamada acta de la Independencia y el prócer Francisco Morales. (1959)
- El periodismo en Colombia, 1810-1811. (1960)
- Lo que significa el sesquicentenario de la independencia nacional. (1960)
- Centenario de la muerte del General José María Obando. (1961)
- La madre de Dios en la historia. (1961)
- Apuntes sobre la encíclica del Pontífice León XII relativa a la independencia de las colonias americanas. (1961)
- El II concilio vaticano. (1962)
- Fundación de Popayán. (1971)
- Los refranes, expresiones de sabiduría popular. (1971)
- La noble figura humana de don Jerónimo Torres. (1972)
- Panamá : su independencia de España, su incorporación a la Gran Colombia, su separación de Colombia, el Canal interoceánico. (1972)
- Anotaciones de viajes. (1973)
- La regeneración : luces y sombras. (póstumo - 1976)
- Jorge Holguín o el político. (póstumo - 1978)
- Martínez Silva, Carlos, 1847-1903. Tratado de pruebas judiciales / Carlos Martínez Silva ; precedido por un estudio biográfico del autor, por el Dr. Luis Martínez Delgado. 1947